# Оптовая торговля

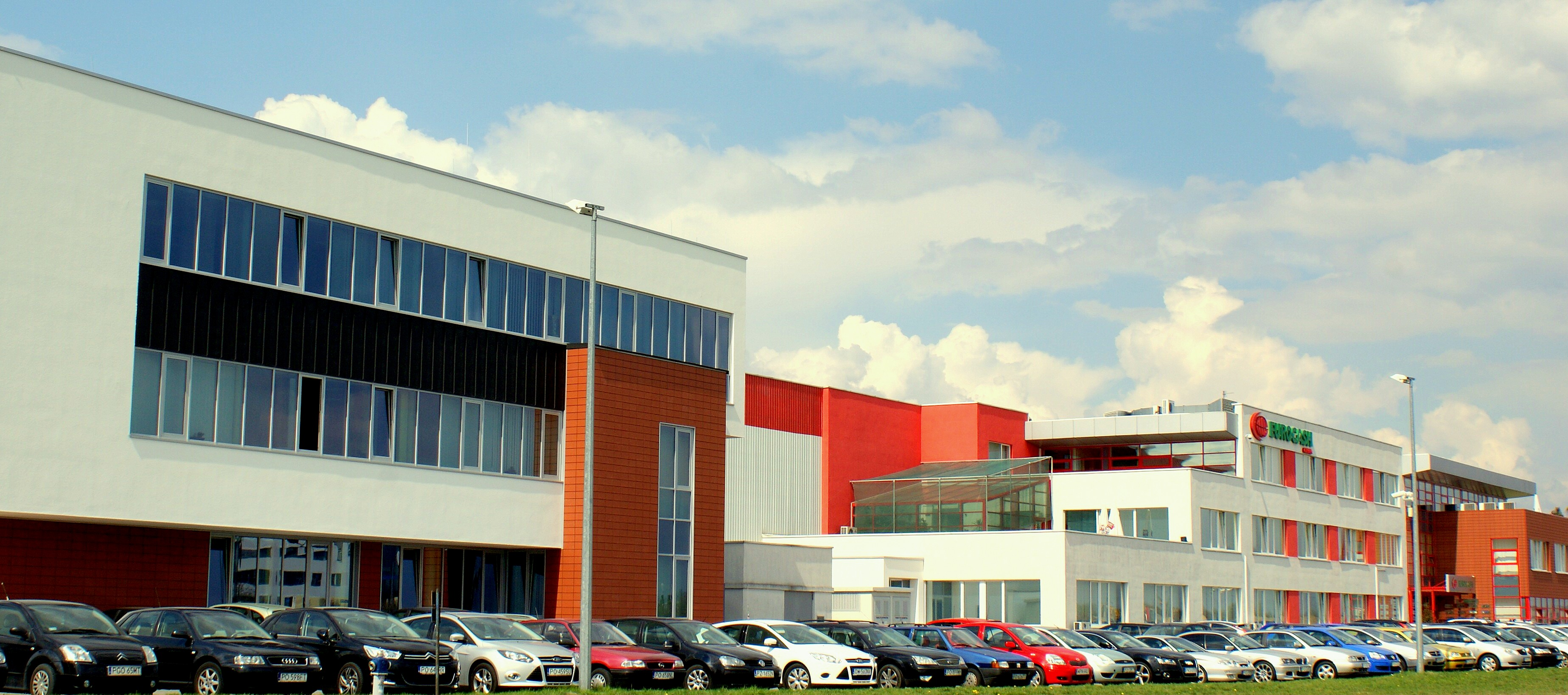
Штаб-квартира Eurocash Group, польского оптовика

Оптовая торговля — это любая деятельность по продаже товаров или услуг для их последующей перепродажи (коммерческий сегмент) либо  использования в производстве/бизнесе (профессиональный сегмент) или для общественного блага (общественный сегмент).
Попросту говоря, опт — это не «сколько», а «кому».
Оптовый покупатель (клиент торгового предприятия) — юридическое или физическое лицо, приобретающее товары и услуги, необходимые для его коммерческой или иной профессиональной деятельности.
В зависимости от корпоративной политики и переговоров, субъект оптовой торговли:
- может выступать поставщиком или продавцом товара (поставщик цемента, оптовый склад цветов),
- определяет критерии соответствия партии оптовой (сумму отгрузки),
- может не продавать меньшие партии товара (невыгодно доставлять ж/д неполный вагон),
- иметь удобные условия для мелкого, среднего, крупного опта.

В простом случае договор купли/продажи не регламентирует дальнейшее использование купленных товаров. Они могут быть перепроданы.
Традиционно оптовые торговцы были ближе к рынкам, на которые они поставляли, чем к источнику, из которого они получали продукцию. Однако с появлением Интернета и электронных закупок растет число оптовых торговцев, расположенных ближе к производителям в Китае, Тайване и Юго-Восточной Азии.

## Функции оптовой торговли в распространении товаров

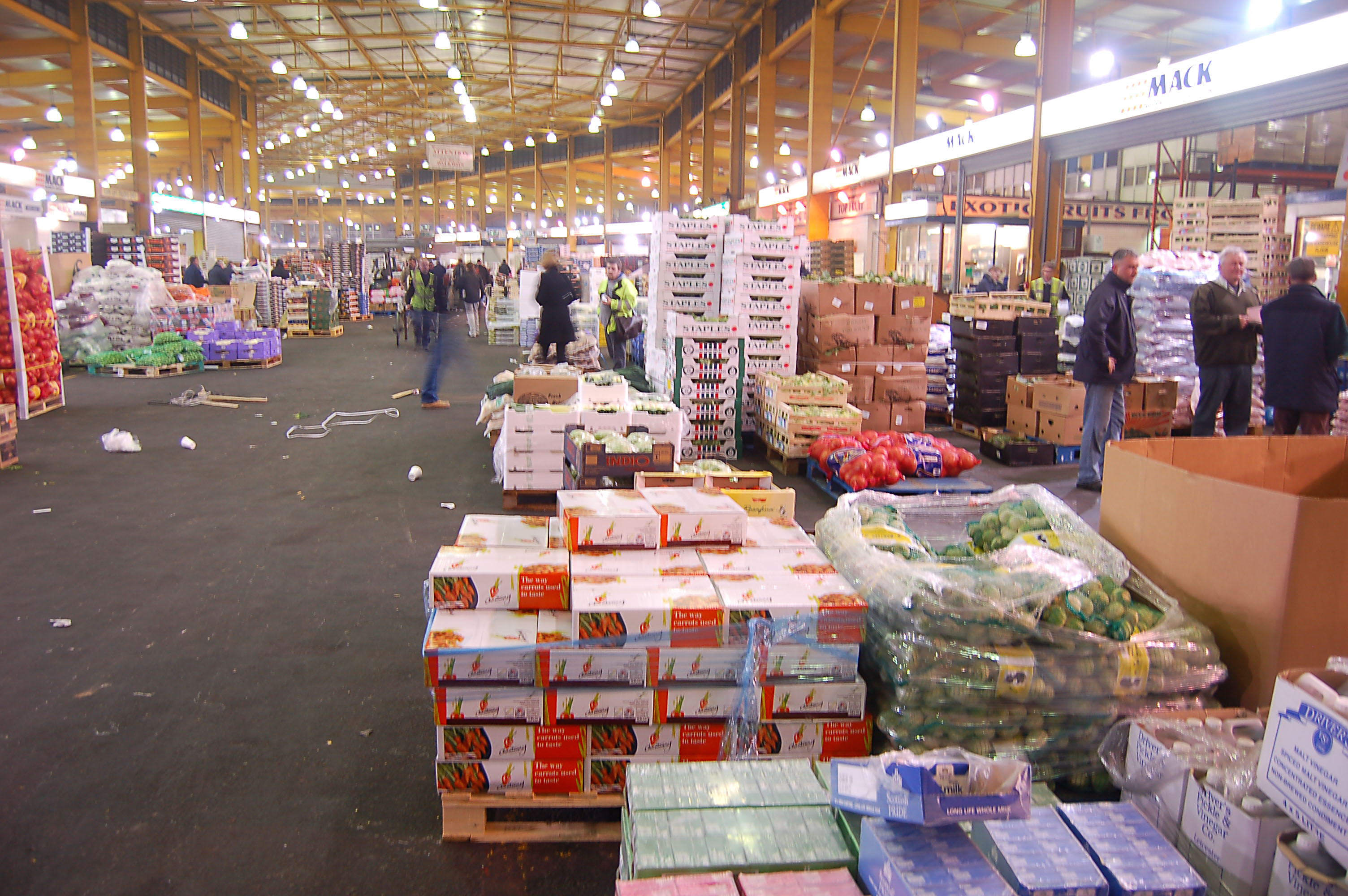
Оптовые рынки Бирмингема в 4:00 утра

Важнее всего инструмент продажи больших партий товара для производителей. В зависимости от сегмента распределение продукции от производителя происходит по определенной цепочке, конечным потребителем в которой выступает потребитель или организация.
1. Завод-производитель,
2. Оптовые торговые компании,
3. Рынки, Гипермаркеты,
4. Розничные магазины,
5. Строительные бригады,
6. Частные лица

Дилерские сети позволили централизовано заниматься оптовой торговлей производителям. По дилерскому договору предприятия получают регулярные поставки без права перепродажи, возможно с установленными РРЦ («рекомендованными розничными ценами»). Так поставляются в Россию швейцарские часы.

## Законодательное определение и продажа физ.лицам
«Оптовая торговля — вид торговой деятельности, связанный с приобретением и продажей товаров для использования их в предпринимательской деятельности (в том числе для перепродажи) или в иных целях, не связанных с личным, семейным, домашним и иным подобным использованием;»
Фактически продающая лицу организация не обязана контролировать, как будет использоваться товар. Организации оптовой торговли (ОСНО) имеют право использовать кассовый аппарат для организации розничных продаж физическим лицам, не зарегистрированным в качестве индивидуальных предпринимателей. На реализацию товаров оптом физическим лицам, не являющимися ИП, за наличный расчет, не содержат запрета или ограничений Федеральный закон от 22.05.2003 N 54-ФЗ «О применении контрольно-кассовой техники при осуществлении наличных денежных расчетов и (или) расчетов с использованием платежных карт», ни Указание ЦБР от 20.06.2007 N 1843-У «О предельном размере расчетов наличными деньгами и расходовании наличных денег, поступивших в кассу юридического лица или кассу индивидуального предпринимателя», ни иные нормативно-правовые акты.
- Розничная торговля